# Olympische Jugend-Sommerspiele 2010/Teilnehmer (Kap Verde)
| Gelbes Symbol für Goldmedaillen mit stilisierten Olympischen Ringen | Graues Symbol für Silbermedaillen mit stilisierten Olympischen Ringen | Braundes Symbol für Bronzemedaillen mit stilisierten Olympischen Ringen |
| ------------------------------------------------------------------- | --------------------------------------------------------------------- | ----------------------------------------------------------------------- |
| —                                                                   | —                                                                     | —                                                                       |

Kap Verde nahm bei den I. Olympischen Jugend-Sommerspielen 2010 in Singapur mit zwei Sportlern, einem Mädchen und einem Jungen, teil.

## Teilnehmer nach Sportart

### Leichtathletik
| Athleten        | Wettbewerbe | Vorlauf | Vorlauf | Finale          | Finale | Rang |
| Athleten        | Wettbewerbe | Zeit    | Rang    | Zeit            | Rang   | Rang |
| --------------- | ----------- | ------- | ------- | --------------- | ------ | ---- |
| Jungen          |             |         |         |                 |        |      |
| Apolo Livamento | 100 m       | 12,25 s | 6       | E-Finale: 12,24 | 3      | 30   |

### Taekwondo
| Athleten      | Wettbewerbe      | Achtelfinale       | Achtelfinale | Viertelfinale | Viertelfinale | Halbfinale    | Halbfinale    | Finale        | Finale        | Rang |
| Athleten      | Wettbewerbe      | Gegner             | Ergebnis     | Gegner        | Ergebnis      | Gegner        | Ergebnis      | Gegner        | Ergebnis      | Rang |
| ------------- | ---------------- | ------------------ | ------------ | ------------- | ------------- | ------------- | ------------- | ------------- | ------------- | ---- |
| Mädchen       |                  |                    |              |               |               |               |               |               |               |      |
| Jacira Mendes | Klasse bis 49 kg | Worawong Pongpanit | KO           | ausgeschieden | ausgeschieden | ausgeschieden | ausgeschieden | ausgeschieden | ausgeschieden | 9    |